# Nepeta laevigata
Nepeta laevigata là một loài thực vật có hoa trong họ Hoa môi. Loài này được (D.Don) Hand.-Mazz. mô tả khoa học đầu tiên năm 1936.